# Gradišče nad Prvačino
Gradišče nad Prvačino je naselje v Mestni občini Nova Gorica.